# Liga Mexicana del Pacífico 1981-82
La Temporada 1981-82 de la Liga Mexicana del Pacífico fue la 24.ª edición, llevó el nombre de C.P. Horacio López Díaz y comenzó el 6 de octubre de 1981.
Esta temporada contó con el regreso de Cañeros de Los Mochis y Potros de Tijuana, además se continuó utilizando el sistema de competencia de puntos, dividiendo la temporada en dos vueltas, además se amplió el calendario de 86 a 92 juegos. 
Durante la campaña se lanzaron tres juegos sin hit ni carrera.
La temporada finalizó el 30 de enero de 1982, con la coronación de los Naranjeros de Hermosillo al vencer 4-3 en serie final a los Águilas de Mexicali.

## Sistema de competencia

### Temporada regular
La temporada regular se dividió en dos vueltas, abarcando un total de 92 juegos a disputarse para cada uno de los diez clubes. Al término de cada mitad, se asigna un puntaje que va de 1 a 8 puntos en forma ascendente, según la clasificación (standing) general de cada club. El equipo con mayor puntaje se denomina campeón del rol regular. A continuación se muestra la distribución de dicho puntaje:
- Primera posición: 10 puntos
- Segunda: 9 puntos
- Tercera: 8 puntos
- Cuarta: 7 puntos
- Quinta: 6 puntos
- Sexta: 5 puntos
- Séptima: 4 puntos
- Octava: 3 puntos
- Novena: 2 puntos
- Décima: 1 puntos

### Semifinal
Para la etapa de semifinales, pasan los cuatro equipos con mayor puntaje sobre la base de las dos mitades de la temporada regular. De esta manera, el cuarto se enfrenta como visitante al segundo del standing en una serie, mientras que el primero y el tercero hacen lo mismo a su vez.

### Final
Se da entre los equipos que ganaron en la etapa de semifinales, a ganar 4 de 7 juegos.

## Calendario
- Número de Juegos: 92 juegos

## Datos Sobresalientes
- Allan Fowlkes, lanza un juego sin hit ni carrera el 1 de noviembre de 1981, con los Águilas de Mexicali en contra de Marineros de Guaymas, siendo el número 18 de la historia de la LMP.
- Alejandro Vidaña, lanza un juego sin hit ni carrera el 3 de enero de 1982, con los Cañeros de Los Mochis en contra de Venados de Mazatlán, siendo el número 19 de la historia de la LMP.
- Fernando Valenzuela, lanza un juego sin hit ni carrera el 8 de enero de 1982, con los Mayos de Navojoa en contra de Tomateros de Culiacán, siendo el número 20 de la historia de la LMP.

## Equipos participantes
| Liga Mexicana del Pacífico 1981-82 |           |             |                           |                          |           |
| Equipo                             | Fundación | Mánager     | Ciudad                    | Estadio                  | Capacidad |
| Águilas de Mexicali                | 1948      | Por definir | Mexicali, Baja California | Nido de los Águilas      | 9,000     |
| Algodoneros de Guasave             | 1970      | Por definir | Guasave, Sinaloa          | Francisco Carranza Limón | 8,000     |
| Cañeros de Los Mochis              | 1947      | Por definir | Los Mochis, Sinaloa       | Emilio Ibarra Almada     | 6,000     |
| Marineros de Guaymas               | 1945      | Por definir | Guaymas, Sonora           | "Abelardo L. Rodríguez"  | 5,000     |
| Mayos de Navojoa                   | 1950      | Por definir | Navojoa, Sonora           | Manuel Ciclón Echeverría | 8,000     |
| Naranjeros de Hermosillo           | 1944      | Por definir | Hermosillo, Sonora        | Héctor Espino            | 10,000    |
| Potros de Tijuana                  | 1948      | Por definir | Tijuana, Baja California  | Cerro Colorado           | 10,000    |
| Tomateros de Culiacán              | 1965      | Por definir | Culiacán, Sinaloa         | General Ángel Flores     | 10,000    |
| Venados de Mazatlán                | 1945      | Por definir | Mazatlán, Sinaloa         | Teodoro Mariscal         | 6,000     |
| Yaquis de Ciudad Obregón           | 1947      | Por definir | Ciudad Obregón, Sonora    | Tomás Oroz Gaytán        | 10,000    |

## Standings

### Primera vuelta
| Equipos                  | JJ | JG | JP | JE | PCT  | JV   | PTS |
| ------------------------ | -- | -- | -- | -- | ---- | ---- | --- |
| Potros de Tijuana        | 55 | 34 | 20 | 1  | .630 | -    | 10  |
| Naranjeros de Hermosillo | 55 | 34 | 21 | -  | .618 | 0.5  | 9   |
| Yaquis de Ciudad Obregón | 56 | 32 | 24 | -  | .571 | 3.0  | 8   |
| Tomateros de Culiacán    | 54 | 28 | 26 | -  | .519 | 6.0  | 7   |
| Águilas de Mexicali      | 56 | 28 | 27 | 1  | .509 | 6.5  | 6   |
| Marineros de Guaymas     | 56 | 26 | 28 | 2  | .481 | 8.0  | 5   |
| Cañeros de Los Mochis    | 53 | 23 | 27 | 3  | .460 | 9.0  | 4   |
| Venados de Mazatlán      | 56 | 23 | 31 | 2  | .426 | 11.0 | 3   |
| Mayos de Navojoa         | 56 | 22 | 33 | 1  | .400 | 12.5 | 2   |
| Algodoneros de Guasave   | 55 | 21 | 34 | -  | .382 | 13.5 | 1   |

### Segunda vuelta
| Equipos                  | JJ | JG | JP | JE | PCT  | JV   | PTS |
| ------------------------ | -- | -- | -- | -- | ---- | ---- | --- |
| Potros de Tijuana        | 35 | 22 | 12 | 1  | .647 | -    | 10  |
| Águilas de Mexicali      | 36 | 21 | 14 | 1  | .600 | 1.5  | 9   |
| Naranjeros de Hermosillo | 35 | 20 | 15 | -  | .571 | 2.5  | 8   |
| Mayos de Navojoa         | 36 | 19 | 15 | 2  | .559 | 3.0  | 7   |
| Algodoneros de Guasave   | 36 | 18 | 16 | 2  | .529 | 4.0  | 6   |
| Yaquis de Ciudad Obregón | 36 | 18 | 17 | 1  | .514 | 4.5  | 5   |
| Tomateros de Culiacán    | 36 | 16 | 19 | 1  | .457 | 6.5  | 4   |
| Cañeros de Los Mochis    | 35 | 14 | 18 | 3  | .438 | 7.0  | 3   |
| Venados de Mazatlán      | 36 | 13 | 22 | 1  | .371 | 9.5  | 2   |
| Marineros de Guaymas     | 35 | 11 | 24 | -  | .314 | 11.5 | 1   |

### General
| Equipos                  | JJ | JG | JP | JE | PCT  | JV   | PTS |
| ------------------------ | -- | -- | -- | -- | ---- | ---- | --- |
| Potros de Tijuana        | 90 | 56 | 32 | 2  | .636 | -    | 20  |
| Naranjeros de Hermosillo | 90 | 54 | 36 | -  | .600 | 3.0  | 17  |
| Águilas de Mexicali      | 92 | 49 | 41 | 2  | .544 | 8.0  | 15  |
| Yaquis de Ciudad Obregón | 92 | 50 | 41 | 1  | .549 | 7.5  | 13  |
| Tomateros de Culiacán    | 90 | 44 | 45 | 1  | .494 | 12.5 | 11  |
| Mayos de Navojoa         | 92 | 41 | 48 | 3  | .461 | 15.5 | 9   |
| Cañeros de Los Mochis    | 88 | 37 | 45 | 6  | .451 | 16.0 | 7   |
| Algodoneros de Guasave   | 91 | 39 | 50 | 2  | .438 | 17.5 | 7   |
| Marineros de Guaymas     | 91 | 37 | 52 | 2  | .416 | 19.5 | 6   |
| Venados de Mazatlán      | 92 | 36 | 53 | 3  | .404 | 20.5 | 5   |

| Avanza a Play-offs |

## Play-offs
|  | Semifinales | Semifinales | Semifinales |          |            | Final      | Final | Final |  |
|  |             |             |             |          |            |            |       |       |  |
|  |             |             |             |          |            |            |       |       |  |
|  | Mexicali    | Mexicali    | 4           |          |            |            |       |       |  |
|  | Mexicali    | Mexicali    | 4           |          |            |            |       |       |  |
|  | Tijuana     | Tijuana     | 1           |          |            |            |       |       |  |
|  | Tijuana     | Tijuana     | 1           |          | Hermosillo | Hermosillo | 4     |       |  |
|  |             |             |             |          | Hermosillo | Hermosillo | 4     |       |  |
|  |             |             | Mexicali    | Mexicali | 3          |            |       |       |  |
|  | Obregón     | Obregón     | Mexicali    | Mexicali | 3          | 2          |       |       |  |
|  | Obregón     | Obregón     |             |          |            | 2          |       |       |  |
|  | Hermosillo  | Hermosillo  | 4           |          |            |            |       |       |  |
|  | Hermosillo  | Hermosillo  | 4           |          |            |            |       |       |  |
|  |             |             |             |          |            |            |       |       |  |

### Semifinales
| Equipos                  | JJ | JG | JP | PCT  | JV  |
| ------------------------ | -- | -- | -- | ---- | --- |
| Águilas de Mexicali      | 5  | 4  | 1  | .800 | -   |
| Naranjeros de Hermosillo | 6  | 4  | 2  | .667 | -   |
| Yaquis de Ciudad Obregón | 6  | 2  | 4  | .333 | 2.0 |
| Potros de Tijuana        | 5  | 1  | 4  | .200 | 3.0 |

| Avanza a la final |

### Final
| Equipos                  | JJ | JG | JP | PCT  | JV  |
| ------------------------ | -- | -- | -- | ---- | --- |
| Naranjeros de Hermosillo | 7  | 4  | 3  | .571 | -   |
| Águilas de Mexicali      | 7  | 3  | 4  | .429 | 1.0 |

| Campeón |

## Cuadro de honor
| Equipos                  | Posición   |
| ------------------------ | ---------- |
| Naranjeros de Hermosillo | Campeón    |
| Águilas de Mexicali      | Subcampeón |
| Yaquis de Ciudad Obregón | 3° Lugar   |
| Potros de Tijuana        | 4° Lugar   |
| Tomateros de Culiacán    | 5° Lugar   |
| Mayos de Navojoa         | 6° Lugar   |
| Cañeros de Los Mochis    | 7° Lugar   |
| Algodoneros de Guasave   | 8° Lugar   |
| Marineros de Guaymas     | 9° Lugar   |
| Venados de Mazatlán      | 10° Lugar  |

## Designaciones
A continuación se muestran a los jugadores más valiosos de la temporada.
| Designación         | Ganador           | Equipo                   |
| ------------------- | ----------------- | ------------------------ |
| Jugador Más Valioso | Francisco Barrios | Naranjeros de Hermosillo |
| Pitcher del Año     | Jaime Orozco      | Potros de Tijuana        |
| Novato del año      | Jaime Orozco      | Potros de Tijuana        |
| Mánager del Año     | Tom Harmon        | Naranjeros de Hermosillo |
| Mánager Campeón     | Tom Harmon        | Naranjeros de Hermosillo |
| Campeón de Bateo    | Alvin Moore       | Cañeros de Los Mochis    |
| Campeón de Pitcheo  | Mike Paul         | Potros de Tijuana        |